# Maria Rotwand
Maria Józefa Rotwand z domu Skarbek-Kruszewska (ur. 15 grudnia 1905 w Warszawie, zm. 22 sierpnia 2007 tamże) – polska malarka, pedagog, współzałożycielka oraz wieloletni wykładowca i konsultant Warszawskiego Stowarzyszenia Plastyków, właścicielka majątku Parzęczewo i Zielęcin.

## Życiorys
Absolwentka znanej prywatnej Szkoły Sztuk Pięknych w Warszawie, prowadzonej przez Blankę Mercère, do której uczęszczała w latach 1928-1934. Już w 1935 jej twórczość została doceniona wyróżnieniem Towarzystwa Sztuk Pięknych Zachęty w Warszawie. Po zakończeniu II wojny światowej została wyróżniona Medalem Zasłużonego Działacza Kultury za pracę z malarzami uprawiającymi malarstwo amatorskie.
Współzałożycielka Klubu Plastyków Amatorów, później przekształconego w Stowarzyszenie Malarzy Nieprofesjonalnych w Warszawie.
Była cenioną portrecistką, malowała też martwe natury (np. olej „Lilie i róże” (1965). Wśród uczniów Marii Rotwand była między innymi Alicja Steger–Zamojska.
Od 23 kwietnia 1932 żona Andrzeja Rotwanda (1878-1951) – inżyniera, bankowca, przemysłowca (m.in. wieloletniego prezesa rady nadzorczej Zakładów Mechanicznych Lilpop, Rau i Loewenstein S.A., członka Rady Banku Polskiego S.A., członka prezydium Rady Centralnego Związku Polskiego Przemysłu, Górnictwa, Handlu i Finansów  („Lewiatan”) i kolekcjonera.
Małżeństwo było bezdzietne. Maria swoje uczucia macierzyńskie przelała na siostrzenicę Helenę Deskur.
Pochowana została na cmentarzu Powązkowskim (kwatera 111-3-28).

## Odznaczenia
- Medal za Zasługi dla Warszawskiego Stowarzyszenia Plastyków (przyznany z okazji 40-lecia istnienia WSP)
- Medal Okolicznościowy IV wieki Społeczności Warszawy
- Medal 10-lecia Warszawskiego Stowarzyszenia Plastyków